# Nannosquilla decemspinosa
Nannosquilla decemspinosa is een bidsprinkhaankreeftensoort uit de familie van de Nannosquillidae. De wetenschappelijke naam van de soort is voor het eerst geldig gepubliceerd in 1910 door Rathbun.